# Wim van den Berg
Wim van den Berg (Rotterdam, 1917 - ?, 17 november 2010) was een Nederlandse restauratiearchitect

## Biografie
Wim van den Berg was een zoon van een Rotterdamse timmerman. Na het doorlopen van de lagere school en de ambachtsschool, werkte hij bij het aannemersbedrijf van zijn vader. In 1939 werd hij medewerker van het architectenbureau van A. van der Steur. Van der Steur was onder meer Hoofd Kunstbescherming in Rotterdam. Vanuit die functie werd van den Berg na het uitbreken van de Tweede Wereldoorlog belast met het veiligstellen van het bronzen standbeeld van Erasmus door Hendrick de Keyser (1565 -1621).  In 1949 trad Van den Berg in dienst van de gemeente Gouda. In Gouda was hij betrokken bij de restauratie van het middeleeuwse stadhuis en het Catharina Gasthuis. In 1952 werd hij restauratiearchitect in dienst van de gemeente Dordrecht. Die functie vervulde hij de rest van zijn gehele werkzame leven. Daarnaast was hij vanaf de jaren '60 van de twintigste eeuw tot medio 1986 namens de Rijksoverheid kringinspecteur Kunstbescherming te Dordrecht. In 1985 benoemde de Vereniging Oud-Dordrecht hem tot erelid wegens zijn verdienste voor het behoud van het beschermde stadsgezicht. Op voordracht van de Bond Heemschut werd hij door H.M. de Koningin in 1994 benoemd tot Ridder in de Orde van Oranje-Nassau. In 2006 verscheen als jaarboek van de Vereniging Oud-Dordrecht een overzicht van de restauratiewerkzaamheden die Van den Berg in Dordrecht heeft verricht.  Hij overleed op 17 november 2010.